# Варакинское сельское поселение
Вара́кинское се́льское поселе́ние — упразднённое муниципальное образование в Шарьинском районе Костромской области России. Административный центр — посёлок Варакинский.

## География
Варакинское сельское поселение граничит на севере с Шангским сельским поселением, на северо-востоке — с городом Шарья, на востоке — с Зебляковским сельским поселением, на юге — с Ивановским сельским поселением, на западе — с Шекшемским сельским поселением.

## История
Варакинское сельское поселение образовано 30 декабря 2004 года в соответствии с Законом Костромской области № 237-ЗКО, установлены статус и границы муниципального образования. Ранее эта территория входила в подчинение администрации города Шарья.
Законом Костромской области от 24 апреля 2017 года № 229-6-ЗКО Варакинское и Шекшемское сельские поселения были преобразованы, путём их объединения, в Шекшемское сельское поселение с административным центром в посёлке Шекшема.

## Население
| 2008 | 2010 | 2012 | 2013 | 2014 | 2015 | 2016 | 2017 |
| ---- | ---- | ---- | ---- | ---- | ---- | ---- | ---- |
| 437  | ↘406 | ↘377 | ↘367 | ↘347 | ↘330 | ↘310 | ↘304 |

## Состав сельского поселения
| № | Населённый пункт | Тип населённого пункта          | Население |
| - | ---------------- | ------------------------------- | --------- |
| 1 | Безнег           | деревня                         | ↘21       |
| 2 | Варакинский      | посёлок, административный центр | ↗372      |
| 3 | Красный Холм     | деревня                         | ↘3        |
| 4 | Кузнецово        | починок                         | ↗12       |
| 5 | Лесничество      | местечко                        | →0        |

## Администрация
Глава сельского поселения: Сергачёва Валентина Николаевна. Адрес администрации: 157530, Костромская область, Шарьинский район, посёлок Варакинский, улица Берёзовая роща, дом 3.